# هاني السباعي
هاني السباعي يوسف (ولد في 1 مارس 1960/1961) محامٍ اشتهر بدفاعه عن المعتقلين الإسلاميين أمام محاكم أمن الدولة العليا والعسكرية والمدنية، وهو عضو في هيئة الدفاع عن قضايا الحركات الإسلامية، وكاتب في مجلة المحاماة التي تصدرها رابطة المحامين الإسلاميين، وعضو في لجنة الشريعة الإسلامية في نقابة المحامين بمصر، وفي مجلة نداء الإسلام بأستراليا، وفي مجلة المنهاج بلندن ورئيس تحرير مجلتي الفرقان والبنيان المرصوص - سابقاً - وكان رئيسا لمجلس إدارة الجمعية الشرعية بالقناطر الخيرية بمصر (من عام 1987 إلى عام 1990 )، والآن هو مدير لمركز المقريزي للدراسات التاريخية.
كما أنه اختير مستشاراً تاريخياً لمركز الدراسات الإسلامية بأستراليا، وهو كاتب متخصص في السيرة النبوية والتاريخ الإسلامي، وحاصل على درجة ماجستير فلسفة في الفقه الجنائي المقارن بالقوانين الوضعية، ثم على درجة دكتوراه الفلسفة في الفقه الجنائي المقارن بالقوانين الوضعية. حاصل على إجازة في قراءة القرآن الكريم برواية حفص عن عاصم من طريق الشاطبية بطرق ثلاث مسندة إلى رسول الله، بالإضافة إلى العديد من الشهادات العلمية في علوم شتى كالحاسوب والترجمة واللغة الإنكليزية، اعتقل السباعي في قضية تنظيم الجهاد عام 1402 هـ 1981 م، كما اعتقل عدة مرات وظل يعمل في مهنة المحاماة والنشاط الدعوي حتى خرج من مصر ويقيم الآن في بريطانيا.

## النشأة

### الدراسة
في مكتب تحفيظ القرآن الكريم تعلم هاني السباعي في كتّاب المدينة - مكتب تحفيظ القرآن - وحفظ خمسة أجزاء من القرآن الكريم مع تعليم مبادئ اللغة العربية الأولية التي كانت تدرس في الكتّاب، ثم التحق بالمدرسة الابتدائية النموذجية بمدينة القناطر الخيرية ثم بالمدرسة الإعدادية للبنين بمدينة القناطر الخيرية ثم مدرسة الثانوية العامة بنين بالقناطر ومنها إلى كلية الآثار جامعة القاهرة ثم تركها بسبب رفضه دراسة التماثيل ثم التحق بكلية الحقوق وتخرج فيها، وكان يرى أنه من الممكن أن يفيد إخوانه المعتقلين الإسلاميين والتواصل معهم، فاشتغل في مهنة المحاماة بعد خروجه من المعتقل وشارك في معظم قضايا الإسلاميين في منتصف الثمانينات إلى عام 1993م، ثم اختفاؤه وهروبه إلى أن وصل لندن عام 1994.

### الالتزام
التزم هاني السباعي في مسجد الجمعية الشرعية بمدينة القناطر الخيرية وكان يتمسك بالهدي الظاهر في دعوته من لحية وعمامة وغيرها. وكان تأثره الحركي أثناء التغطية الإعلامية لقضية (جماعة المسلمين) المسماة بالتكفير والهجرة سنة 1977 م. ثم شرع في حضور دروس الشيخ عبد اللطيف مشتهري رئيس الجمعية الشرعية للعاملين بالكتاب والسنة وكان يلقيها أسبوعياً في مسجد الجلاء بالقاهرة. وكان يحضر دروس التجويد للشيخ محمود بالجمعية الشرعية ثم دروس الشيخ عرفان بالجمعية الشرعية بمسجد الجلاء بالقاهرة ودروس الشيخ محمود عبد الوهاب فايد. ثم طفق يتردد على أشهر المساجد في القاهرة والجيزة فكان يتردد على مسجد أنصار السنة - العزيز بالله - منذ تأسيسه وتوسيعه والاستماع لخطب ودروس الشيخ الدكتور محمد جميل غازي وكان يتردد على بيته في منطقة حلمية الزيتون لسؤاله والتعلم منه. وكان يتردد أيضاً على مسجد الفتح بالمعادي وخاصة في أيام الاعتكاف في رمضان ومسجد عمر بن الخطاب في الخلفاوي بشبرا الذي كان يرأسه ويؤمه الشيخ عبد الواحد.
ثم لما شرع الشيخ حافظ سلامة ببناء مسجد النور في العباسية بالقاهرة كان هذا المسجد بمثابة قلعة للمؤتمرات والمحاضرات الأسبوعية لكبار المشايخ والدعاة في ذلك الوقت مثل الشيخ محمد الغزالي وقادة الإخوان كالأستاذ عمر التلمساني ومصطفى مشهور وغيرهم من مشاهير الحركة الإسلامية. بالإضافة إلى تردد السباعي واستماعه لخطب ومحاضرات الشيخ الزاهد عبد الحميد كشك. ومن أراد الرقائق فعليه بمسجد أنس بن مالك بالمهندسين قلعة جماعة التبليغ في ذلك الوقت والاستماع إلى خطب ومواعظ الشيخ إبراهيم عزت فقد كان السباعي يحبه ويجله ويتأثر بمواعظه والمسجد في ذلك الوقت كان فعلاً كخلية النحل. بالإضافة إلى مشاركة السباعي ومواظبته على حلقات دروس تعليم القرآن الكريم اليومية بعد صلاة الفجر وكان يلقيها الشيخ بهجت في تبادل مع الشيخ محمود بمسجد الجمعية الشرعية في القناطر الخيرية. وفي ذلك الوقت كان يذهب إلى بعض المشايخ المقرئين ليزداد من تعلم وحفظ القرآن الكريم حتى حفظ نصفه وأكمل حفظ القرآن الكريم بعد ذلك في معتقل أبي زعبل ومزرعة طرة وسجن القلعة وكان يخطب ويؤم المعتقلين في الزنزانة في ذلك الوقت.

### الدعوة
كان السباعي يجوب القرى المجاورة لمدينة القناطر في الوعظ والإرشاد مع مجموعة من الشباب والأقران في ذلك الوقت ثم صار مسؤولاً عن الدعوة ووكيلاً ثم رئيساً لمجلس إدارة الجمعية الشرعية بالقناطر الخيرية وهي مؤسسة كبيرة تتبعها عدة فروع في قرى ملحقة بمركز القناطر وهذه الجمعية لديها مركزاً لتحفيظ القرآن الكريم ومركزاً طبياً في كافة التخصصات ومركزاً لفصول التقوية لطلاب المراحل الدراسية المختلفة مع عدة مشروعات لكفالة الأيتام وغيرها من مشروعات خيرية. وإبان العدوان الشيوعي السوفييتي على أفغانستان عام 1979 م قام هاني السباعي ومجموعة من إخوانه الدعاة في ذلك الوقت بحملات دعوية مكثفة في القرى والمدن والعديد من المساجد والأندية الثقافية لتفهيم الناس حول الوضع المأساوي في أفغانستان، وكان يقود فريقاً من الشباب المتحمس المتطوعين لنشر صور الجرحى والعمليات العسكرية وصور قتل الأطفال مع صور المجاهدين، وكانت هناك حملات تبرع سخية من كافة طوائف الشعب المصري بالإضافة إلى المؤتمرات الجماهيرية والندوات والصلوات في المساجد والدعاء لمجاهدي أفغانستان، والمد الإسلامي كان على أشده آنذاك.

### الدروس
كان السباعي يلقي درساً شبه يومي عقب صلاة الفجر في مسجد الجمعية الشرعية بالقناطر قراءة في صحيح البخاري شرح ابن حجر العسقلاني من فتح الباري من الجزء الأول حتى نهاية كتابة المغازي أي إلى الجزء الثامن ثم توقف عند بداية كتاب التفسير من صحيح البخاري. وكان الشيخ يلقي عقب صلاة العصر درساً في الفقه أكمل فيه فقه العبادات من كتاب فقه السنة. وكان يلقي درساً أسبوعياً كل يوم خميس وجمعة بين المغرب والعشاء في مسجد الجمعية الشرعية بالقناطر ثم مسجد عمر بن عبد العزيز بمنطقة بولاق الدكرور بمحافظة الجيزة في التاريخ الإسلامي والسيرة النبوية ومشاكل الأقليات المسلمة في العالم الإسلامي. وكان قد شرع في شرح سيرة الرسول من كتاب البداية والنهاية لابن كثير مروراً بفتوحات الصحابة والتابعين حتى خلافة الوليد بن عبد الملك.
وله شرح مسجل للعقيدة الطحاوية في أربعة أشرطة كاسيت مدة الشريط الواحد ساعة ونصف مسجلة في مسجد عمر بن الخطاب بالقناطر الخيرية. وشرح كتاب قواعد التحديث للقاسمي والمنظومة البيقونية في مصطلح الحديث. وشرح ولخص وهو معتقل في سجن أبي زعبل كتاب شذور الذهب لابن هشام وكان يحضر دروسه بعض الطلبة في كلية التربية قسم اللغة العربية. وشرح ولخص بعد خروجه من المعتقل كتاب قطر الندى وبل الصدى وكتاب شذا العرف في فن الصرف للعلامة الحملاوي، ولما ذهب إلى السودان كان يشرح نفس هذا الكتاب شذا العرف لإبراهيم وهو الابن الأكبر للشيخ محمد شرف - أبي الفرج اليمني - وشرح ولخص كتاب أصول الفقه للشيخ أبي زهرة مستعيناً بكتب أصول الفقه المقارن المعاصر للشيخ مصطفى شلبي والدكتور عبد المجيد مطلوب والدكتور عبد الكريم زيدان. ولهاني السباعي دروس ومناظرات مع جماعة التبليغ وبعض جماعة التوقف والتبين والصوفية وغيرهم في مسجد الجمعية الشرعية بالقناطر وبعض المساجد الأخرى المحيطة بمركز المدينة.
للشيخ السباعي دروس وخطب جمعة في مواضيع متنوعة في الشريعة الإسلامية بالإضافة إلى خطب العيدين الفطر والأضحى التي كانت تقام في حدائق القناطر الفسيحة التي يؤمها الألوف من الناس لأداء الصلاة. وكان يلقي بعض الدروس في دولة عربية لمجموعة من الشباب ويشرح لهم كتاب بداية المجتهد ونهاية المقتصد لابن رشد شرحاً وتلخيصاً. وكان يلقي دروساً في السيرة النبوية في بلد إسلامي وله دروس مسجلة على شرائط كاسيت كيف تدار الدولة الحديثة. وكتب رسالة في أحكام الديار وتقسيمها قبل أن يظهر كتاب العمدة وكتاب الجامع وكان يدرس هذا البحث على كثير من الشباب في مختلف المحافظات المصرية. وقام باختصار وشرح أحكام الجهاد والردة من كتاب المغني لابن قدامة قبل أن تظهر الكتب المشهورة حالياً وكان يركز في دعوته للشباب المتمسك بدينه على قراءة أحكام الجهاد والردة من كتاب المغني لأهميته. قام بتدريس وتلخيص كتاب الصواعق المرسلة للحافظ ابن القيم ودرس كتاب العقيدة الواسطية لابن تيمية شرح العلامة الدكتور محمد خليل هراس وذلك في السجن ولمجموعة من الشباب في مدينة القناطر الخيرية. قام وهو في السجن بكتابة متن سلم الوصول للحكمي قبل أن يظهر المتن مطبوعاً في الآونة الأخيرة.
بعد خروجه من السجن قام بكتابة متن الخرقي في الفقه الحنبلي كاملاً قبل أن يظهر مطبوعاً في الآونة الأخيرة. كان يحفظ عدة متون مثل متن العقيدة الطحاوي ومتن سلم الوصول والمنظومة البيقونية في مصطلح الحديث ونصف متن الخرقي وكان يحفظ حوالى مائتي بيت من ألفية ابن مالك في النحو وعددا لا بأس به من ألفية السيوطي في علم الحديث. كتب رسالة في حكم النقاب لخصها من بعض كتب التفسير والفقه قبل شيوع الكتب التي أفردت كتباً للنقاب مؤخراً وكانت هذه الرسالة يصورها الشباب ويوزعونها في المدارس وبعض المعاهد الأزهرية والكليات الجامعية في مصر في ذلك الوقت. شرح كتاب تأويل مختلف الحديث لابن قتيبة الدينوري في دروس رمضانية في مسجد الجمعية الشرعية بالقناطر الخيرية. وله بحث في خيار الرؤية قضايا البيوع في الشريعة الإسلامية دراسة مقارنة. كتب وهو في سجن مزرعة طرة بمصر رسالة بسيطة بعنوان بديع الكلمات من بديع المقامات وهي عبارة عن قاموس لغوي مختار للكلمات الغريبة والبديعة من قامات بديع الزمان الهمذاني والحريري.

### مشايخه
العلماء والمشايخ الذين درس على أيديهم وحضر دروسهم منهم الشيخ محمد عبد اللطيف مشتهري رئيس الجمعية الشرعية للعاملين بالكتاب والسنة بمصر. والشيخ الدكتور محمد جميل غازي خطيب ورئيس جمعية أنصار السنة. الشيخ الدكتور محمد مصطفى شلبي. ودرس على الأستاذ الدكتور محمد بلتاجي حسن عميد كلية دار العلوم ورئيس قسم الشريعة الإسلامية بالجامعة، وكان يشرح له في قسم الدراسات العليا قسم الشريعة الإسلامية كتابه الماتع عقود التأمين من وجهة الفقه الإسلامي وبالإضافة إلى كتبه الأخرى في مجالات شتى في الشريعة الإسلامية ككتابه الملكية الفردية في النظام الإسلامي. والأستاذ الدكتور عبد المجيد مطلوب رئيس قسم الشريعة الإسلامية في كلية الحقوق جامعة عين شمس وكان قد عرض عليه منصب الإفتاء فرفض وقال قولته الشهيرة: لا أكون شيخ هلال. عمل السباعي معه حواراً في مجلة الفرقان التي كان رئيسا لتحريرها. ولقد درس له كتابه أصول الفقه ثم كتاب الفضالة في الشريعة الإسلامية في قسم الدراسات العليا وله مساهمات وكتابات في الفقه الإسلامي متنوعة. درس على الأستاذ الدكتور محمد علي محجوب وزير الأوقاف الأسبق أحكام الزواج والطلاق في الفقه الإسلامي.
أما عن الشيوخ والعلماء والدعاة الآخرين خص منهم الشيخ الداعية عبد الحميد كشك حيث التقاه وكان يواظب على حضور معظم خطبه في مسجد عين الحياة بحدائق القبة بالقاهرة إلى أن اعتقله السادات في قرارات التحفظ الشهيرة عام 1981 م ثم توفي وهو ساجد قبيل ذهابه لصلاة الجمعة في 25 من شهر رجب 1417 هـ الموافق الموافق 6 من ديسمبر 1996 م. والشيخ الدكتور عبد الرشيد صقر التقاه وزاره في بيته في شارع مسرة بشبرا واستمع إليه وإلى دروسه وخطبه في مسجد المنيل حتى أوقفته وزارة الأوقاف بناء على طلب مباحث أمن الدولة لأن خطبه كانت مؤثرة جداً ومسجد المنيل كان قريباً من سفارة العدو الإسرائيلي بالجيزة. توفي في نفس الأسبوع الذي توفي فيه عبد الحميد كشك عام 1417 هـ الموافق 1996 م. والأستاذ الشيخ محمد الغزالي استمع إلى خطبه ودروسه ومحاضراته سواء في مسجد النور بالعباسية أو في نقابة المحامين والمؤتمرات الطلابية التي كانت تعقد في جامعات القاهرة وعين شمس والأزهر. منهم أيضا الشيخ الداعية طه عبد الله السماوي الذي كان يتكلم العربية بطلاقة بدون تكلف لا يلحن فيها كأنه يملك ناصيتها التقاه في سجن أبي زعبل واستمع إليه وإلى شعره وآرائه وثباته وحتى مرات قلائل بعد خروجه ولقد ظلم هذا الشيخ ظلماً كثيراً من النظام في مصر ومن معظم قيادات الحركة الإسلامية. والشيخ صلاح أبو إسماعيل التقاه شخصياً مرات عديدة واستمع إلى دروسه وإلى خطبه سواء في المساجد أو المؤتمرات أو المعسكرات الصيفية ولقد تغير في آخر حياته إلى أفضل حال وله شهادة تاريخية في قضية الجهاد الكبرى عام 1984 م ثم شهادته الأقوى والأوضح في ردة النظام وقضاته في قضية الناجون من النار ثم توفي بعدها في الجزيرة. والشيخ محمد عمر إلياس المشهور بالشيخ عبد الله بن عمر قتل شهيداً كذلك في أحداث الحرم في فتنة جهيمان عام 1400 هـ كان يركز على الجانب العقدي في خطبه بطريقة فريدة في غاية الحسن والحماس من استمع إلى خطبه اليوم يظن أنه يعيش بيننا الآن كان في مسجد الجمعية الشرعية قد جمع السباعي معظم خطبه ودروسه ولكن للأسف الشديد علم فيما بعد أن ترك مصر أنهم قد مسحوها خوفاً من الأمن هذا الشيخ الذي سابق أقرانه وزمانه في فهم أصول الدين والعقيدة بمراحل.
والأستاذ عمر التلمساني المرشد العام للإخوان المسلمين الأسبق التقاه السباعي عدة مرات في مقر مجلة الدعوة في سوق التوفيقية بالقاهرة وفي مؤتمرات عدة في مساجد مختلفة وفي لقاءات بجامعة القاهرة. والأستاذ مصطفى مشهور التقاه وأجرى السباعي معه حوار لمجلة القلم الحق في مقر مجلة الدعوة بسوق التوفيقية والتقاه في مناسبات عدة ودعاه لإلقاء محاضرة في مسجد الجمعية الشرعية بالقناطر في عام 1979 م و1980 م فلبى واستمع إليه وإلى أجوبته وكان أكثر قيادات الإخوان التزاماً وتمسكاً وتفهماً للحركات الإسلامية الأخرى. والشيخ حافظ سلامة التقاه واستمع إليه عدة مرات في مسجد النور بالعباسية ومؤتمرات أخرى وكان مع السباعي في سجن القلعة والتقاه عدة مرات وهما في عربة الترحيلات إلى نيابة أمن الدولة أو المحكمة وكان على رأس المتهمين في قضية إعادة تنظيم الجهاد في منتصف عام 1982 م. والأستاذ الشاعر جمال فوزي شاعر الإخوان المعروف التقاه في مقر مجلة الدعوة بسوق التوفيقية وكان كبير السن مثقفاً مهذباً متواضعاً يستقبل الناس ببشاشة. وهناك العديد من المشايخ والدعاة وطلبة العلم من مختلف الحركات الإسلامية من سلفية وإخوان وجماعة إسلامية وجهاد وتبليغ وتكفير وبراءة وتوقف وتبين وناجون من النار وغيرهم.

### منظري الجهاد
ومن قيادات الحركات الجهادية الإسلامية التقى السباعي بكثير من قيادات الجماعة الإسلامية والجهاد وخص منهم على سبيل المثال أيمن الظواهري وأخيه محمد الظواهري.

## الحالة الأسرية
هاني السباعي متزوج ولديه أولاد وحفيدة.

## النتاج الأدبي

### كتبه
- كتاب القصاص (دراسة في الفقه الجنائي مقارنة بالقوانين الوضعية).
- كتاب إثبات جريمة القتل العمد (دراسة في الفقه الجنائي مقارنة بالقوانين الوضعية)
- كتاب دور رفاعة الطهطاوي في تخريب الهوية الإسلامية.
- كتاب الصراع بين المؤسسات الدينية والأنظمة الحاكمة.
- كتاب تحت الطبع بعنوان مصادر السيرة النبوية دراسة تحليلية.

### مقالات وبحوث
| - العلمانيون وثورة الزنج. - زنادقة الأدب والفكر. - قراءة تحليلية لحركة التوابين. - قراءة تحليلية في خلافة عبد الله بن الزبير. - الإرهاب في المنظومة الغربية. - يزيد بن معاوية وحكامنا عصرنا. - الموريسكيون الجدد. - الحصاد المر لشيخ الأزهر. - الحركات الجهادية في العراق. - تسريح الجيوش الشعبية ضرورة شعبية. - قصة الجهاد. - ثورة الشعوب العربية الرهان الخاسر. - رهبان بالليل. - مغازي ابن إسحاق. - خليفة بن خياط ومنهجه التاريخي. - كتب الأدب من مصادر السيرة. - كتب التاريخ العام: الطبري أنموذجاً. - سقوط الحضارة الغربية في جوانتانامو. - أنقذوا الأسرى قبل فوات الأوان. - مملكة القش. - التاريخ الأسود لدويلات الطوائف قديماً وحديثاً. - قرابين على عتبات المذبح الأمريكي. - كارلوس مانديلا سلام وتحية. - صلاح الدين الأيوبي المفترى عليه. - السلطان الشاب محمد الفاتح العثماني. - سيفٌ لم ينكسر(الظاهر بيبرس). - عبد الله بن ياسين ودولة المرابطين. - أمير المسلمين يوسف بن تاشفين. - عبد الرحمن الناصر والعصر الذهبي. - فاتح الفتوح: موسى بن نصير. - التراث والتجديد في فكر حسن حنفي. - الإعلام والحركات الإسلامية. - سلسلة مقالات عن مصادر السيرة النبوية 20 مقالة. - ثمن المواطن لا يساوي ناقة. | - رسالة إلى عبد المأمور. - القدس لنا. - حكم قتل المسلم بالكافر. - هل كان للأقباط دور تاريخي في مقاومة المحتل. - حكم إمامة المرأة في الصلاة (بحث). - التجلية في الرد على التعرية. - إذا نزلوا ساحة قتال أفسدوها. - مقال حول حقيقة إبادة الأرمن على أيدي العثمانيين. - دراسة حول قضاء القاضي بعلمه. - العدو القريب محاولة لتشخيص أحد أمراض الأمة. - دراسة حول حكم ضرب المتهم وخداعه. - الرد على بابا الفاتيكان أي الفريقين أحق بالعقل يا بنديكت. - حسن حنفي أنموذج للزندقة المعاصرة. - فلا رجعت ولا رجع الحمار (حسن نصر الله سيد الأمة). - حكم المماثلة في القتل (بحث شرعي مبسط). - انتحروا أم نحروا. - حكم قتل المسلم بالكافر. (بحث شرعي مبسط). - حكمتيار والبيعة الكبرى (تعليق). - رسالة هادئة لقادة الإخوان المسلمين أي الفريقين أحق بالاتباع. - غياب الشيخ أسامة إعلاميا (تعليق). - التاريخ الأسود لدويلات الطوائف قديما وحديثاً. - رويبضات أميركا. - مقال فتوى توحيد الأذان من كيتشنر الإنجليزي إلى وولش الأمريكي. - شبه المعارضين حول تطيبق عقوبة القصاص. - قراءة في خطاب الشيخ أسامة للشعب الأمريكي. - أليس في البكاء على أسرانا شغل. - لو كان تيسير علوني من مازن لم تستبح إبله. - ولا عجب للأسد إن ظفرت بها كلاب الأعادي. - أسباب تهميش المؤسسات الدينية. - بأي ذنب قتلوا. - شهادتي في الشيخ أبي محمد المقدسي. |

## وصلات خارجية
- الموقع الرسمي لمركز المقريزي للدراسات التاريخية
- كتب ومقالات لهاني السباعي